# Asiatiska U18-mästerskapen i volleyboll för damer
Asiatiska U18-mästerskapet (U18-mästerskapet före 2021) i volleyboll för damer arrangeras av AVC vartannat år för landslag från dess medlemsförbund (i Asien och Oceanien). Japan är det landslag som varit mest framgångsrikt.

## Upplagor
| Upplaga                                        | Upplaga      | Podium       | Podium        | Podium       |
| Säsong                                         | Värd         | Mästare      | Tvåa          | Trea         |
| ---------------------------------------------- | ------------ | ------------ | ------------- | ------------ |
| Före 2021 hade tävlingen 17 år som åldersgräns |              |              |               |              |
| 1997 mer information                           | Thailand     | Japan U17    | Sydkorea U17  | Kina U17     |
| 1999 mer information                           | Singapore    | Kina U17     | Japan U17     | Taiwan U17   |
| 2001 mer information                           | Thailand     | Kina U17     | Japan U17     | Sydkorea U17 |
| 2003 mer information                           | Thailand     | Kina U17     | Nordkorea U17 | Thailand U17 |
| 2005 mer information                           | Filippinerna | Kina U17     | Sydkorea U17  | Taiwan U17   |
| 2007 mer information                           | Thailand     | Japan U17    | Sydkorea U17  | Kina U17     |
| 2008 mer information                           | Filippinerna | Japan U17    | Kina U17      | Thailand U17 |
| 2010 mer information                           | Malaysia     | Japan U17    | Kina U17      | Thailand U17 |
| 2012 mer information                           | Filippinerna | Japan U17    | Kina U17      | Taiwan U17   |
| 2014 mer information                           | Malaysia     | Japan U17    | Thailand U17  | Kina U17     |
| 2017 mer information                           | Kina         | Japan U17    | Kina U17      | Sydkorea U17 |
| 2018 mer information                           | Thailand     | Japan U17    | Kina U17      | Thailand U17 |
| 2020 mer information                           | Thailand     | Ej genomfört | Ej genomfört  | Ej genomfört |
| Sedan 2021 har tävlingen 18 år som åldersgräns |              |              |               |              |
| 2022 mer information                           | Thailand     | Japan U18    | Kina U18      | Sydkorea U18 |

## Medaljörer
| Pos. | Lag           | Guld | Silver | Brons | Totalt |
| ---- | ------------- | ---- | ------ | ----- | ------ |
| 1    | Japan U17     | 9    | 2      | -     | 11     |
| 2    | Kina U17      | 4    | 6      | 3     | 13     |
| 3    | Sydkorea U17  | -    | 3      | 3     | 6      |
| 4    | Thailand U17  | -    | 1      | 4     | 5      |
| 5    | Nordkorea U17 | -    | 1      | -     | 1      |
| 6    | Taiwan U17    | -    | -      | 3     | 3      |